# Stazione meteorologica di Crotone Centro
La stazione meteorologica di Crotone Centro è la stazione meteorologica di riferimento relativa all'area urbana della città di Crotone.

## Coordinate geografiche
La stazione meteo si trova nell'Italia meridionale, in Calabria, nel comune di Crotone, a 6 metri s.l.m. e alle coordinate geografiche 39°05′N 17°08′E.

## Dati climatologici
In base alla media trentennale di riferimento 1961-1990, la temperatura media del mese più freddo, gennaio, si attesta a +10,6 °C; quella dei mesi più caldi, luglio e agosto, è di +27,2 °C; non è da escludersi una sovrastima dei valori termici per l'effetto isola di calore.
| Crotone Centro     | Mesi | Mesi | Mesi | Mesi | Mesi | Mesi | Mesi | Mesi | Mesi | Mesi | Mesi | Mesi | Stagioni | Stagioni | Stagioni | Stagioni | Anno |
| Crotone Centro     | Gen  | Feb  | Mar  | Apr  | Mag  | Giu  | Lug  | Ago  | Set  | Ott  | Nov  | Dic  | Inv      | Pri      | Est      | Aut      | Anno |
| ------------------ | ---- | ---- | ---- | ---- | ---- | ---- | ---- | ---- | ---- | ---- | ---- | ---- | -------- | -------- | -------- | -------- | ---- |
| T. max. media (°C) | 13,7 | 14,4 | 16,3 | 19,7 | 24,3 | 29,1 | 32,2 | 32,0 | 28,6 | 23,5 | 18,8 | 15,2 | 14,4     | 20,1     | 31,1     | 23,6     | 22,3 |
| T. min. media (°C) | 7,6  | 7,5  | 9,2  | 11,5 | 15,0 | 19,2 | 22,2 | 22,4 | 19,8 | 16,1 | 12,5 | 9,2  | 8,1      | 11,9     | 21,3     | 16,1     | 14,4 |